# Исидора Савковић
Исидора Савковић (Крушевац, 26. април 1989) српска је рагбисткиња, која као репрезентативка представља Републику Србију у рагбију.
Српски рагби стручњаци сматрају Госпођу Савковић, за једну од најбољих српских рагбисткиња свих времена.

## Биографија и каријера
Током богате играчке каријере, Исидора је играла за Крушевац, Београд и за Црвену Звезду. Играла је за рагби репрезентацију Србије у неколико варијанти, 7, 9, 10, 13, 15. Удата је и има дете. 